# آرامگاه شیخ یوسف سروستانی
آرامگاه شیخ یوسف سروستانی یکی از بقعه‌های تاریخی شهر سروستان درشهرستان سروستان و استان فارس است. در این بنا بقعهٔ «شیخ یوسف سروستانی» (وفات: ۶۸۰ هجری) و «محمد بن حسن‌علی البیظاوی» (وفات: ۷۱۰ هجری) قرار گرفته‌است.

## معماری

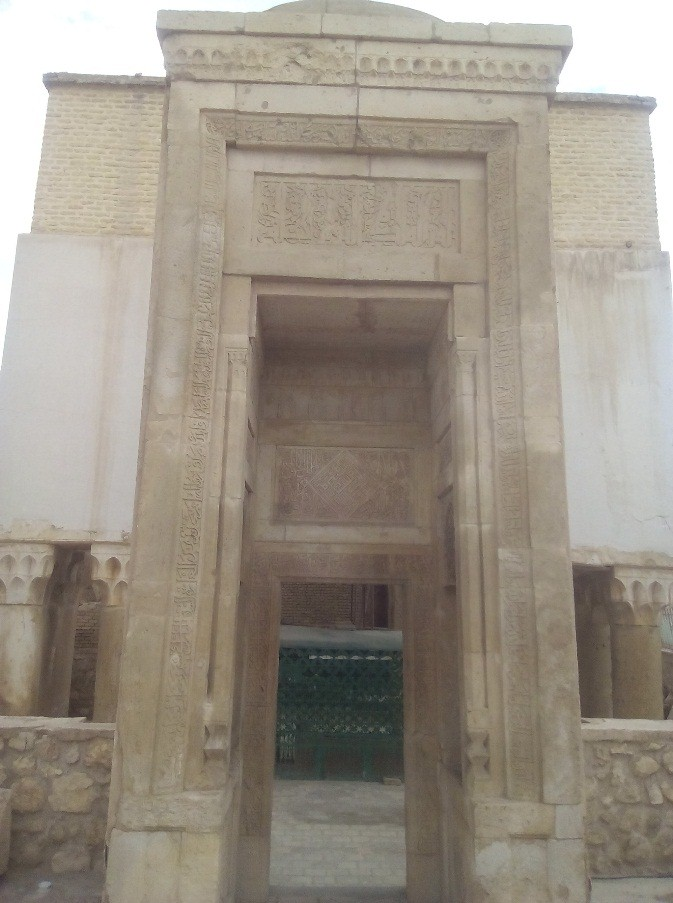
سردر غربی

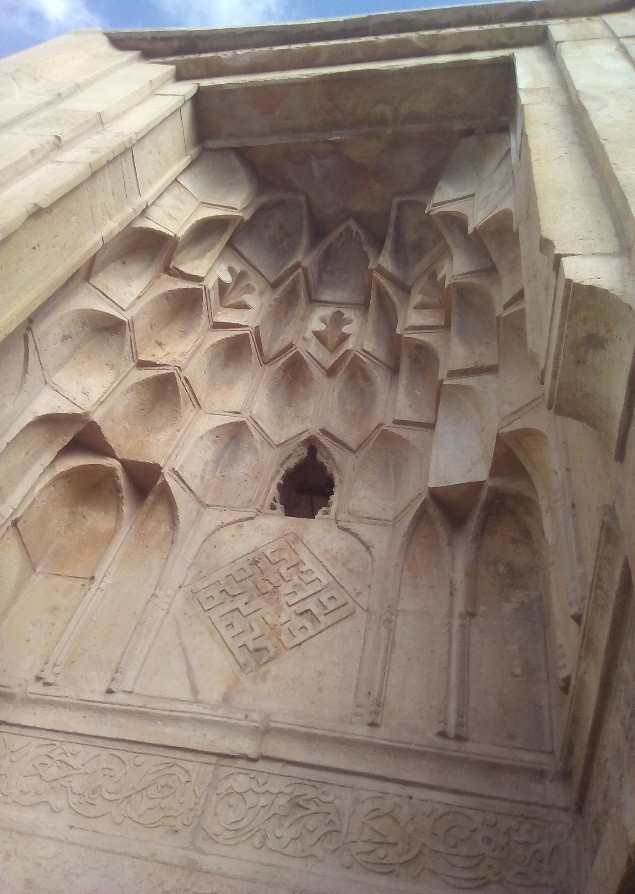
سردر شرقی

بقعهٔ شیخ یوسف سروستانی از چندین ستون سنگی و دو چهارتاقی تشکیل پیدا کرده‌است. این بنا به طرز زیبایی در وسط شهر سروستان قرار دارد. از لحاظ معماری به دوره ایلخانی بر می‌گردد و تزئینات بنا متأثر از تزئینات رایج آن دوران است. در اقلیم پارس آمده است که این بقعه که محل زندگی و تدریس شیخ یوسف بن یعقوب بوده شامل دو چهار طاقی و چندین ستون سنگی و رومی‌هایی از سنگ‌تراش است. معماری این بنا مانند معماری بناهای ساسانی است و شیوه سنگ‌تراشی آن همانند خداینانه مسجد جامع عتیق شیراز است.
در درجه اول اهمیت عنصر تزئین بنا حجاری است که تزئینات عمده حجاری شامل کتیبه‌ها به خط کوفی، ثلث، نسخ و نقوش اسلیمی یعنی پیچ در پیچ است. علاوه بر این عناصر تزئینی هنر کاشیکاری در این بنا به کار رفته که متأسفانه امروز آثاری از این هنر در بنا موجود نیست. بنا به مدارک جزئی که به دست آمده چنین استنباط می‌شود که در طرفین گوشواره‌ها یعنی بخش‌های کوچکی شکل از کاشی‌های زرین فام یا نقوش گیاهی و کاشی‌های با لعاب فیروزه‌ای به شکل صلیب استفاده گردیده است.

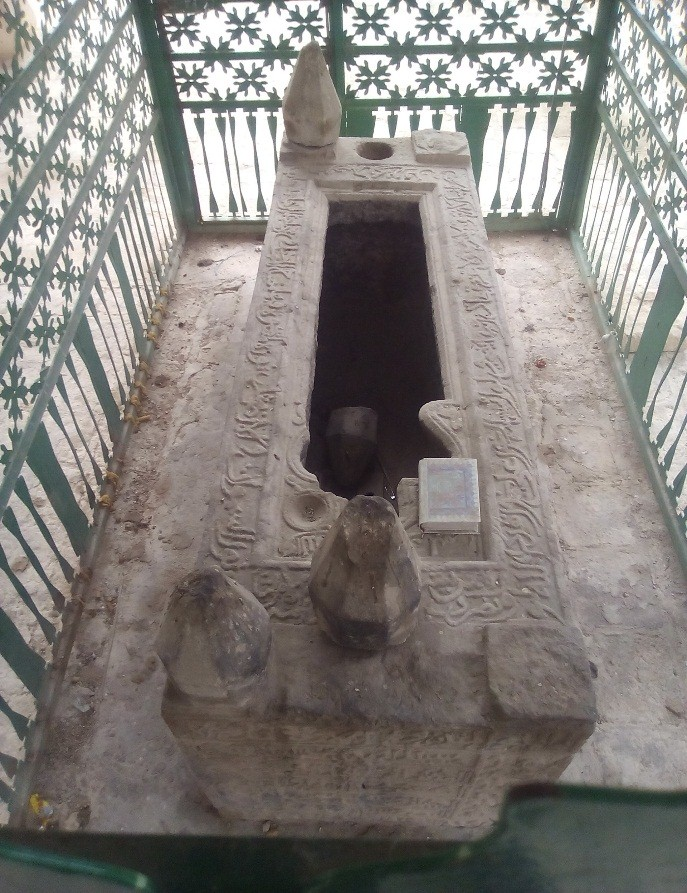
مقبره

در این بنا، دو در ورودی به محل قبور وجود دارد. سر در ضلع شرقی از سنگ تراشیده است و دارای طاقی مقرنس کاری است. در ضلع شمالی بنا نیز بقایایی از پلکان مارپیچ وجود دارد. سر در غربی در ابتدا در بخش شمالی بنا بوده که به دلیل حوادث طبیعی ویران شده و سپس به تشخیص معماران این سر درب را به جبهه غربی انتقال داده و به همان صورت و با همان مصالح بر پا داشته‌اند. سر در این عمارت با نگارش چند آیه از قرآن به خط ثلث بر روی کاشی کاری‌های معرق، مزین شده‌است. سر در جنوبی نیز که بر محور اصلی ساختمان بنا شده و متعلق به سال ۷۱۴ هـ. ق است، از سنگ تراشیده ساخته شده‌است. این سر در دارای چندین کتیبه به خط نستعلیق است که یکی از آن‌ها مربوط به عهد پادشاهی نادر شاه افشار است. این بنا دارای دو گنبد است که گنبد اصلی آن دارای دوازده ستون است که از سنگ‌های طبیعی خوش‌تراش بنا شده‌است و دوازده ستون آن نیز از سنگ‌های یکپارچه ساخته شده‌است. قطر این گنبد ۶ متر است و یک بار مرمت شده اما بخش‌های پایینی و دوازده ستون آن هم چنان دست نخورده باقی‌مانده است. از لحاظ ایستایی بنا کل وزن ساختمان به طرز ظریف و ماهرانه‌ای بر روی دوازده ستون سنگی آهکی قرار گرفته و استاد کار وی استاد علی الفازی بوده‌است. گنبد دیگر این بنا که گنبدی کوچک است، از سنگ‌های لاشه و آجر ساخته شده‌است. در ضلع شمالی گنبد دوازده ستون، دیواری قدیمی وجود داشته که هم اینک دیوارهایی در دو طرف آن احداث شده‌است.
آنگونه که در منابع ذکر شده در بنای امروزی سه مرحله ساختمان تشخیص داده شده‌است: ۱- قسمتی از دیوار قدیمی که در طرح چهار خانه است و در شمال گنبد دوازده ستون واقع است که از مرحله اول بجا مانده است. ۲- در دو طرف این دیوار در مرحله دوم با مرحله اصلی ساختمان دیوارهای کشیده‌اند. در این مرحله ساختمان گنبددار کوچک‌تر تغییراتی جزئی از جمله اضافه کردن چند پایه و ستون به وجود آمده است. ۳- در این مرحله در ساختمان منضمات نسبتاً جدیدی در بنای گنبددار کوچک‌تر و منضماتی بر ساختمان دروازه شرقی ایجاد گردیده است و در گوشه شمالی بنا بقایای از یک پلکان دوّار دیده می‌شود که احتمالاً متعلق به مناره‌ای بوده‌است. ساختمان گنبددار بزرگ از سنگ‌های طبیعی خوش‌تراش بنا شده و ستون‌ها از سنگ‌های یک تکه ساخته شده‌است و ساختمان گنبددار کوچک از سنگ‌های لاشه و آجر ساخته شده‌است.
در وسط چهار طاق اصلی، سنگ قبری مربوط به شیخ یوسف قرار دارد که بر روی آن نگاشته شده‌است: «توفی الشیخ یوسف بن یعقوب السروستانی سنه اثنین و ثمانین بعد ستمائه» و در پایان نیز تاریخ ۶۸۰ هجری ذکر شده‌است.
سنگ قبر دیگری متصل به بقعه شیخ است که بر روی آن نام محمد بن حسن علی البیضاوی مورخ ۱۱ رمضان ۷۱۰ هجری نگاشته شده‌است. بر سر در جنوبی نام استاد علی بن حسین علی الفازی و تاریخ محرم ۶۸۰ هجری مرقوم شده‌است. تاریخ سر در جنوبی ۷۱۴ ذکر شده و پایین آن روی لوحه سنگی به غرس درخت سروی در سال ۷۳۱ در صحن بقعه اشاره شده‌است.

## دیدگاه پژوهشگران
مادام دیولافوا نیز در سفرنامه خویش دربارهٔ مقبره شیخ یوسف آورده‌است که «.... در این بقعه تغییراتی حاصل شده و وسعت حیاط آن هم افزایش یافته است یک قسمت از بنا با سنگ ساخته شده است که در تالار مقبره هم ستون‌های سنگی دیده می‌شود. هزاره‌ها هم از کاشی‌های پوشیده شده که انعکاس فلزی دارند و از ستاره‌های مینایی فیروزه‌ای صلیب مانند قشنگ و خوش‌نما هستند ولی اگر ستاره‌های کاشی را با هم مقایسه کنیم پیداست که مینایی فلزی رنگ آنها گاهی زیاد و گاهی کمتر حرارت دیده است و کاشی‌های خوب آن هم به قشنگی کاشی‌های مینایی مسجد کاشان یا ورامین نیستند و واضح است که در موقع انحطاط این صنعت ساخته شده‌اند.»

## اهمیت تاریخی
مزارشیخ یوسف سروستانی، مربوط به سدهٔ ۷ ه.ق است و در میدان اصلی شهر واقع شده و این اثر در تاریخ ۲۱ آبان ۱۳۱۷ با شمارهٔ ثبت ۳۱۸ به‌عنوان یکی از آثار ملی ایران به ثبت رسیده است.

## نگارخانه

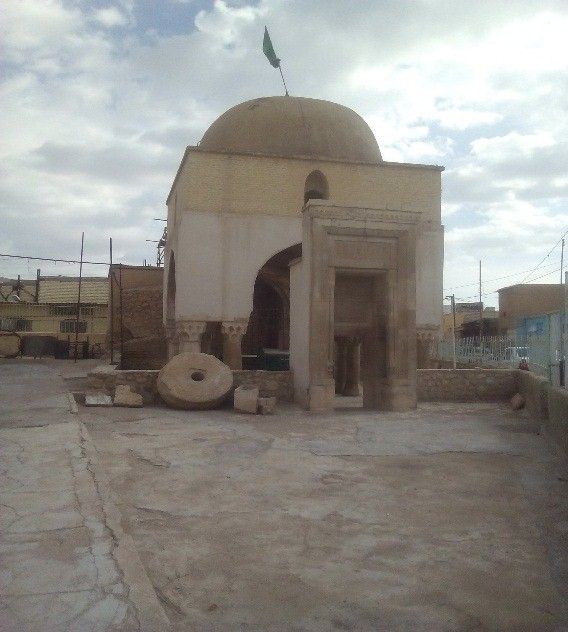
فضای بیرونی آرامگاه
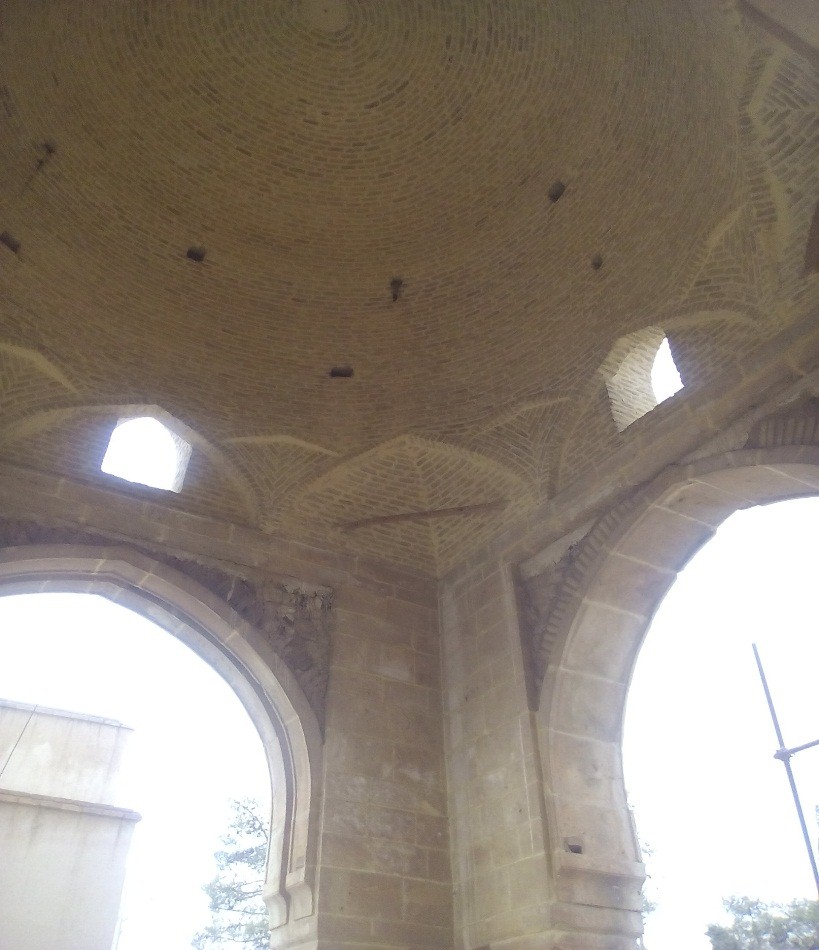
فضای داخل آرامگاه